# سي إيتو
سي إيتو (باليابانية: 伊藤整) (25 يناير 1905، أوتارو في اليابان - 15 نوفمبر 1969، طوكيو في اليابان)؛ محرر، شاعر، كاتب، مترجم وروائي ياباني.